# Wereldkampioenschappen schaatsen afstanden 2023 - Teamsprint vrouwen
De teamsprint vrouwen op de wereldkampioenschappen schaatsen afstanden 2023 werd gereden op donderdag 2 maart 2023 in het ijsstadion Thialf in Heerenveen, Nederland.
Titelverdediger was de Nederlandse ploeg (2022) die keer verreden in combinatie met het WK sprint en WK allround. Nu werd deze discipline wederom op de afstandskampioenschappen verreden. Wereldkampioen werd Canada voor de Verenigde Staten en China.

## Uitslag
| #      | Land             | Schaatsers                                          | Tijd    |
| ------ | ---------------- | --------------------------------------------------- | ------- |
| Goud   | Canada           | Brooklyn McDougall Carolina Hiller Ivanie Blondin   | 1.26,29 |
| Zilver | Verenigde Staten | McKenzie Browne Erin Jackson Kimi Goetz             | 1.26,58 |
| Brons  | China            | Zhang Lina Jin Jingzhu Li Qishi                     | 1.27,86 |
| 4      | Kazachstan       | Nadezjda Morozova Alina Dauranova Jekaterina Ajdova | 1.28,32 |
| 5      | Nederland        | Michelle de Jong Marrit Fledderus Isabel Grevelt    | 1.29,01 |
| 6      | Polen            | Martyna Baran Iga Wojtasik Karolina Bosiek          | 1.29,18 |
| 7      | Duitsland        | Katja Franzen Anna Ostlender Lea Sophie Scholz      | 1.31,56 |

2019 · 
2020 · 
2021 · 
2022 · 
2023 · 
2024 · 
2025